# George Butterworth
Pour l’article homonyme, voir Butterworth.

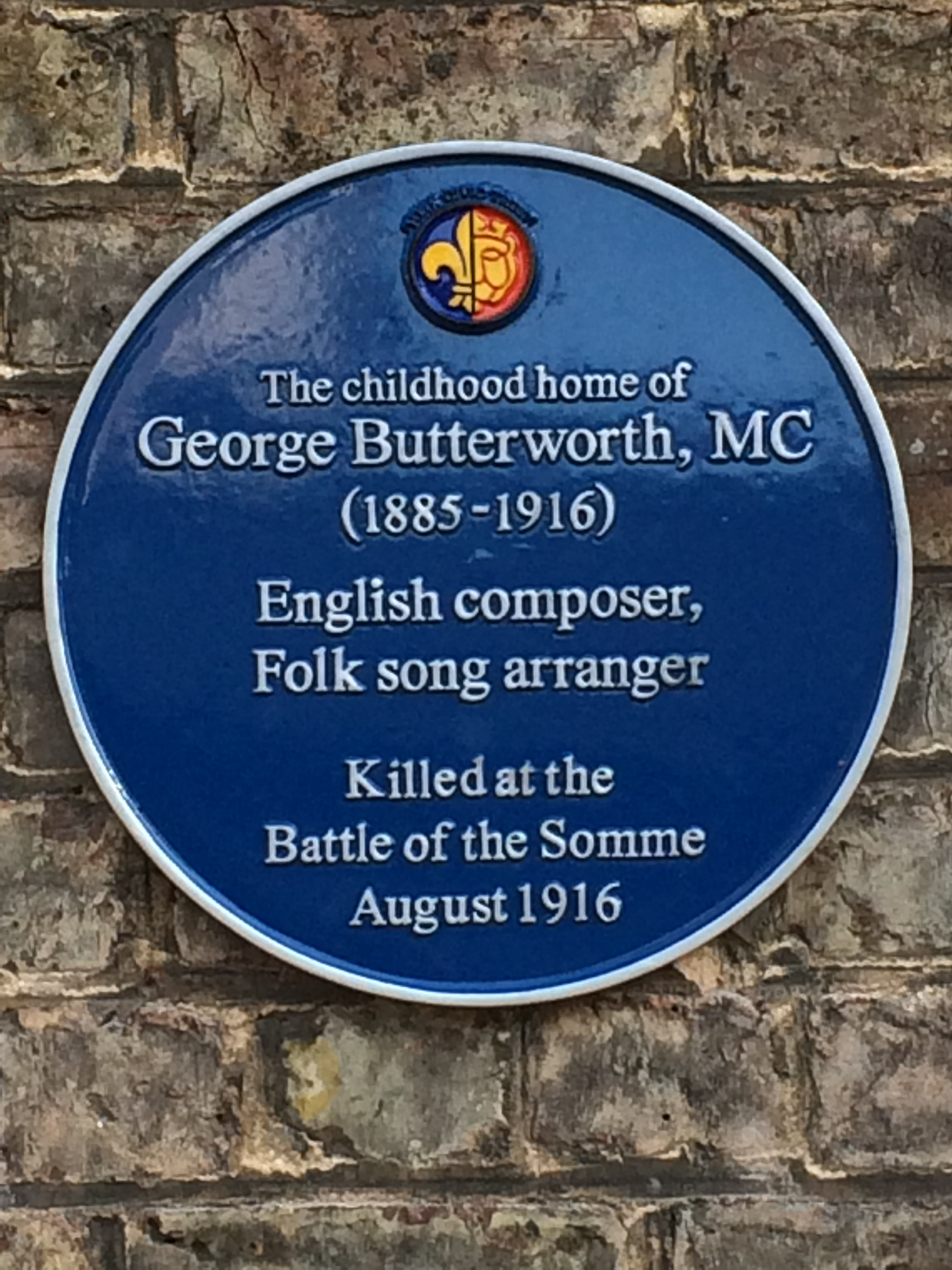
George Butterworth

George Sainton Kaye Butterworth, né le 12 juillet 1885 à Londres, disparu le 5 août 1916 à Pozières (Somme), est un compositeur de musique anglais.

## Biographie
Son père, Sir Alexander Butterworth, était avocat, directeur général de la North Eastern Railway à York où George a grandi avant aller à l'Eton College.
Au collège, son talent musical se révéla. En 1904, il alla au Trinity College à Oxford. Il y rencontra Cecil Sharp et Ralph Vaughan Williams. Après ses études, il enseigna pendant un an à Radley puis étudia pendant une courte période au Royal College of Music. Il se consacra ensuite à la recherche de chansons folkloriques avec Vaughan Williams.
Engagé volontaire dans l'armée anglaise (British Army) dès la déclaration de guerre en 1914, il est affecté au 13e Bataillon d'infanterie légère de Durham avec le grade de lieutenant. Il fut décoré de la MC et cité à l'ordre du bataillon, pour sa défense d'une tranchée.
Envoyé en France lors de la Bataille de la Somme. Il y fut tué le 5 août 1916, abattu par un tireur d'élite et son corps n'a jamais été retrouvé. Son nom fut gravé sur un des piliers du Mémorial de Thiepval, à quelques pas de Pozières.

## Œuvre
Sa musique est « simple et économe ». Aucun compositeur n'a mis avec autant de talent les poèmes de Housman (1859-1936) en musique.
En plus de ses compositions, il est également connu pour sa contribution à la renaissance de l'intérêt pour la musique et la danse folk anglaise au début du XXe siècle.
Il reste aujourd'hui une quinzaine d’œuvres de ce musicien, mort à l'âge de 31 ans.

## Hommage posthume
- Pozières: stèle à la mémoire de George Butterworth, située à 300 m environ du lieu où il fut tué.
- L'édition 2008 du Son et Lumière de Pozières a consacré un nouveau tableau à G.-S.-K. Butterworth, compositeur de « Six Songs from A Shropshire Lad » et « Bredon Hill and Other Songs »…
- À Albert, une partie de la Galerie des héros du Musée Somme 1916 est consacrée à George-S.-K. Butterworth.